# Saint-Michel (Haute-Garonne)
Saint-Michel (okzitanisch: Sent Miquèu) ist eine französische Gemeinde mit 310 Einwohnern (Stand: 1. Januar 2022) im Département Haute-Garonne in der Region Okzitanien (zuvor Midi-Pyrénées). Saint-Michel gehört zum Arrondissement Muret und zum Kanton Cazères. Die Einwohner werden Saint-Michelois genannt. 

## Geografie
Saint-Michel liegt etwa 38 Kilometer südsüdwestlich von Muret. Saint-Michel wird umgeben von den Nachbargemeinden Cazères und Couladère im Norden, Saint-Christaud im Nordosten, Le Plan im Osten, Fabas im Süden und Südosten, Cérizols im Süden und Südwesten, Ausseing im Westen und Südwesten, Plagne im Westen sowie Palaminy im Nordwesten.

## Bevölkerungsentwicklung
| Jahr                      | 1962 | 1968 | 1975 | 1982 | 1990 | 1999 | 2006 | 2013 |
| Einwohner                 | 240  | 190  | 199  | 169  | 183  | 232  | 298  | 316  |
| Quelle: Cassini und INSEE |      |      |      |      |      |      |      |      |

## Sehenswürdigkeiten
- Kirche
- Schloss Saint-Michel, seit 2002 Monument historique